# Muistojeni laulu
Chansons représentant la Finlande au Concours Eurovision de la chanson
Tipi-tii
(1962) Laiskotellen
(1964)
Muistojeni laulu (« La chanson de mes souvenirs ») est une chanson écrite et composée par Börje Sundgren et interprétée par la chanteuse finlandaise Laila Halme, sortie en face B du 45 tours Olen mikä olen (« Je suis ce que je suis ») en 1963. Cette dernière, tout comme Muistojeni laulu, a été l'une des chansons ayant participé à la sélection nationale finlandaise Euroviisut 1963 pour l'Eurovision.
Après avoir remporté l'Euroviisut 1963, elle est la chanson représentant la Finlande au Concours Eurovision de la chanson 1963.

## À l'Eurovision

### Sélection
Le 14 février 1963, ayant remporté l'Euroviisut 1963 à Helsinki, la chanson Muistojeni laulu est sélectionnée pour représenter la Finlande au Concours Eurovision de la chanson 1963 le 23 mars à Londres.

### À Londres
La chanson est intégralement interprétée en finnois, langue officielle de la Finlande, comme le veut la coutume avant 1966. L'orchestre est dirigé par George de Godzinsky.
Muistojeni laulu est la septième chanson interprétée lors de la soirée du concours, suivant Uno per tutte d'Emilio Pericoli pour l'Italie, et précédant la chanson qui remportera l'Eurovision, Dansevise de Grethe et Jørgen Ingmann pour le Danemark.
À l'issue du vote, elle n'obtient pas de points et se classe par conséquent 13e et dernière — à égalité avec Een speeldoos d'Annie Palmen pour les Pays-Bas, Solhverv d'Anita Thallaug pour la Norvège et En gång i Stockholm de Monica Zetterlund pour la Suède — sur 16 chansons,.

## Liste des titres
| A1. | Olen mikä olen   | Jorma Panula, Timjami |  |
| A2. | Muistojeni laulu | Börje Sundgren        |  |

## Historique de sortie
| Pays     | Date | Format   | Label |
| -------- | ---- | -------- | ----- |
| Finlande | 1963 | 45 tours | RCA   |